# 24 مارس
- السبت
- الأحد
- الاثنين
- الثلاثاء
- الأربعاء
- الخميس
- الجمعة

- 11 رمضان 1446  هـ
- 22 رمضان 1446  هـ
- 33 رمضان 1446  هـ
- 44 رمضان 1446  هـ
- 55 رمضان 1446  هـ
- 66 رمضان 1446  هـ
- 77 رمضان 1446  هـ
- 88 رمضان 1446  هـ
- 99 رمضان 1446  هـ
- 1010 رمضان 1446  هـ
- 1111 رمضان 1446  هـ
- 1212 رمضان 1446  هـ
- 1313 رمضان 1446  هـ
- 1414 رمضان 1446  هـ
- 1515 رمضان 1446  هـ
- 1616 رمضان 1446  هـ
- 1717 رمضان 1446  هـ
- 1818 رمضان 1446  هـ
- 1919 رمضان 1446  هـ
- 2020 رمضان 1446  هـ
- 2121 رمضان 1446  هـ
- 2222 رمضان 1446  هـ
- 2323 رمضان 1446  هـ
- 2424 رمضان 1446  هـ
- 2525 رمضان 1446  هـ
- 2626 رمضان 1446  هـ
- 2727 رمضان 1446  هـ
- 2828 رمضان 1446  هـ
- 2929 رمضان 1446  هـ
- 301 شوال 1446  هـ
- 312 شوال 1446  هـ
- 13 شوال 1446  هـ
- 24 شوال 1446  هـ
- 35 شوال 1446  هـ
- 46 شوال 1446  هـ

24 مارس أو 24 آذار أو يوم 24 \ 3 (اليوم الرابع والعشرون من الشهر الثالث) هو اليوم الثالث والثمانون (83) من السنة البسيطة، أو اليوم الرابع والثمانون (84) من السنوات الكبيسة وفقًا للتقويم الميلادي الغربي (الغريغوري). يبقى بعده 282 يوما لانتهاء السنة.

## أحداث
- 625 - خروج النبي محمد مع أصحابه بعد عودتهم من غزوة أحد إلى حمراء الأسد.
- 809 - أبو عبد الله محمد الأمين يتولى الخلافة بعد وفاة والده الخليفة هارون الرشيد.
- 1401 - شاه المغول الأتراك تيمورلنك يغزو دمشق.
- 1603 - جيمس السادس ملك اسكتلندا يصبح جيمس الأول ملك إنجلترا بعد وفاة إليزابيث الأولى ملكة إنجلترا.
- 1663 - تم منح مقاطعة كارولينا بموجب ميثاق إلى ثمانية لوردات كمكافأة على مساعدتهم في استعادة تشارلز الثاني ملك إنجلترا إلى عرشه.
- 1721 - قام يوهان سباستيان باخ بتخصيص ستة كونشرتوهات لصالح المارغريف كريستيان لودفيغ من براندنبورغ - شفيت، والتي تُعرف الآن عمومًا باسم كونشرتو براندنبورغ.
- 1837 - كندا تمنح مواطنيها الأفارقة حق التصويت.
- 1882 - المكتشف الألماني روبرت كوخ يكتشف المكروب المسبب لمرض السل.
- 1907 - الجيش الفرنسي بقيادة الجنرال ليوطي يدخل إلى مدينة وجدة في المغرب.
- 1923 - قيام النظام الجمهوري في اليونان.
- 1985 - وقوع انفجار في صلاة الجمعة طهران أثناء خطبة علي خامنئي، ما أسفر عن مقتل 14 شخصا وجرح 88.
- 1989 - غرق ناقلة النفط «إكسون فالديز» قرب سواحل ألاسكا مما أدى تسرب 40000 طن من النفط الخام على طول 1700 كم من السواحل ووقوع كارثة بيئية.
- 1990 - إنشاء «الاتحاد الاقتصادي لدول المغرب العربي» لكل من تونس والجزائر والمغرب وموريتانيا وليبيا.
- 1999 - قيام طائرات حلف الناتو بقصف جمهورية يوغسلافيا الاتحادية
- 2005 - مشبوهون متطرفون يضعون صليب على باب الصخرة في المسجد الأقصى ويسكبون الخمر الأحمر ويؤدون شعائر مستهجنة.
- 2008 - انتخاب يوسف رضا جيلاني رئيسًا لوزراء باكستان.
- 2014 - الخطوط الجوية الماليزية تعلن أن الرحلة 370، التي فُقدت في 8 مارس، تحطمت في مياه المُحيط الهندي الجنوبيَّة قبالة ساحل أستراليا الغربي، ولا ناجين.
- 2015 - تحطُّم طائرة رحلة جرمان وينغز 9525 في جبال الألب الفرنسيَّة، وعلى متنها 150 مُسافرًا.
- 2016 -
  - المحكمة الجنائية الدولية ليوغوسلافيا السابقة تحكم على الجنرال رادوفان كاراديتش 40 سنة سجنًا بتهمة القيام بإبادة جماعية أثناء حروب يوغوسلافيا.
  - محكمة التحكيم الرياضية تجرد العداءة الروسية يوليا زاربوفا من ألقابها التي تحصلت عليها بين 2011 و2013، وبذلك تصبح التونسية حبيبة الغريبي رسميا بطلة العالم لألعاب القوى في 2011 وكذلك صاحبة الميدالية الذهبية في الألعاب الأولمبية الصيفية 2012.
- 2019 - لجنة التحقيق الأمريكيَّة الخاصَّة بِرئاسة المُستشار روبرت مولر تقول إنها لم تجد تواطؤًا بين الحملة الانتخابيَّة للرئيس دونالد ترامب وروسيا، وتقول أيضًا أنها لم تصل إلى نتيجة حول ادعاءات إعاقة العدالة.
- 2020 - اللجنة الأولمبية الدولية تقرر تأجيل دورة الألعاب الأولمبية الصيفية في طوكيو إلى سنة 2021 بسبب جائحة فيروس كورونا.

## مواليد
- 1494 - جورجيوس أغريكولا، عالم ألماني في علم المعادن.
- 1874 - هاري هوديني، مخرج وممثل هنغاري / أمريكي.
- 1884 - بيتر ديباي، عالم كيمياء فيزيائية هولندي حاصل على جائزة نوبل في الكيمياء عام 1936.
- 1903 - أدولف بوتنانت، عالم كيمياء ألماني حاصل على جائزة نوبل في الكيمياء عام 1939.
- 1917 - جون كندرو، عالم كيمياء حيوية بريطاني حاصل على جائزة نوبل في الكيمياء عام 1962.
- 1924 - فتحي غانم، أديب وروائي مصري.
- 1926 - داريو فو، أديب وكاتب مسرحي إيطالي حاصل على جائزة نوبل في الأدب عام 1997.
- 1930 - ستيف ماكوين، ممثل أمريكي.
- 1931 - محمد عبد الحميد حلمي، القائد الأسبق للقوات الجوية المصرية.
- 1938 -
  - ديفيد إيرفينغ، مؤرخ بريطاني.
  - أيان هاملتون، ناقد أدبي وشاعر بريطاني.
- 1945 - سامية أمين، ممثلة مصرية.
- 1948 - نادية الجندي، ممثلة مصرية.
- 1949 - رود كرول، لاعب ومدرب كرة قدم هولندي.
- 1959 - نادية كرم، ممثلة مصرية تعمل في الكويت.
- 1960 - ياسر السيروان، أستاذ دولي كبير في الشطرنج أمريكي الجنسية من أصول سورية.
- 1965 - أندرتيكر، مصارع محترف أمريكي
- 1967 - ميسرة، ممثلة مصرية.
- 1972 - كريستوف دوغاري لاعب كرة قدم فرنسي.
- 1973 - جاسيك باك، لاعب كرة قدم بولندي.
- 1974 - أليسن هانيغان، ممثلة أمريكية.
- 1975 - توماس يوهانسون، لاعب كرة مضرب سويدي.
- 1978 -
  - توماش أويفالوشي، لاعب كرة قدم تشيكي.
  - راشد الدوسري، لاعب كرة قدم بحريني.
- 1981 - باتريك كيسنوربو، لاعب كرة قدم أسترالي.
- 1986 - أنتوني مكماهون، لاعب كرة قدم إنجليزي.
- 1988 - حسين المقهوي، لاعب كرة قدم سعودي.

## وفيات
- 809 - هارون الرشيد، خليفة عباسي.
- 1603 - الملكة إليزابيث الأولى، ملكة إنجلترا.
- 1905 - جول فيرن، كاتب فرنسي.
- 1946 - ألكسندر أليخين، لاعب شطرنج روسي / فرنسي.
- 1953 - الملكة ماري، زوجة جورج الخامس ملك المملكة المتحدة.
- 2003 - حسين كمال، مخرج مصري.
- 2010 - المهدي بنونة، صحفي وسياسي ودبلوماسي مغربي.
- 2012 - ناجي طالب، رئيس وزراء العراق.
- 2013 - حسين أمين، مؤرخ وكاتب وأديب ومؤلف عراقي.
- 2015 - المنصف بن سالم، وزير تونسي سابق.
- 2016 - يوهان كرويف، لاعب كرة قدم هولندي.
- 2018 - ريم بنا، مغنية وملحنة فلسطينية.
- 2021 -
  - حمدان بن راشد آل مكتوم، سياسي إماراتي.
  - محمود الورفلي، قائد عسكري ليبي.

## أعياد ومناسبات
- اليوم العالمي لمرض السل.
- عيد العمال في ملبورن.

## وصلات خارجية
- وكالة الأنباء القطريَّة: حدث في مثل هذا اليوم.
- النيويورك تايمز: حدث في مثل هذا اليوم.
- BBC: حدث في مثل هذا اليوم.